# Conselho Presidencial da União Soviética
O Conselho Presidencial ( em russo:  Президентский совет СССР) era um órgão consultivo do Presidente da União Soviética. Foi criado em 14/3/1990  para substituir o Politburo como o principal órgão político da URSS. De acordo com o artigo 127 da constituição soviética, sua  função  era "implementar o impulso básico da política interna e externa da URSS e garantir a segurança do país",  e apresentar ao presidente alternativas políticas em matéria social, econômica, externa e de defesa que a nação poderia enfrentar, mas não tinha uma missão clara e nem autoridade para definir políticas e seus membros não conseguiam trabalhar em equipe. No final de 1990, Gorbachev convidou o Chefe de Gabinete da Casa Branca, John H. Sununu, a Moscou para aconselhá-lo na organização da equipe de apoio presidencial.   Foi abolido em 26 de dezembro de 1990. Apenas o escritor Valentin Rasputin não era membro do partido.

## Membros
Os membros foram os seguintes:
| Nome                 | Ocupação                                                        |
| -------------------- | --------------------------------------------------------------- |
| Chingiz Aitmatov     | Um escritor quirguiz                                            |
| Vadim Bakatin        | Ministro do Interior                                            |
| Valéry Boldin        | Chefe do Departamento Geral do Comitê Central                   |
| Nikolai Gubenko      | Ministro da Cultura da União Soviética                          |
| Alberts Kauls        | Presidente da empresa agrícola Ādaži (Letônia)                  |
| Vadim Medvedev       | Secretário de Ideologia do Comitê Central do PCUS               |
| Iúri Maslyukov       | Presidente da Comissão Estadual de Planejamento                 |
| Iúri Osipian         | Físico e vice-presidente da Academia de Ciências da URSS        |
| Evgeny Primakov      | Presidente do Soviete da União da URSS                          |
| Valentin Rasputin    | Um escritor ruralista                                           |
| Grigory Revenko      | O chefe da equipe do presidente (ucraniano)                     |
| Alexandre Yakovlev   | Um secretário sênior do Partido Comunista da União Soviética    |
| Nikolai Ryzhkov      | Presidente do Conselho de Ministros                             |
| Stanislav Shatalin   | Economista                                                      |
| Eduardo Shevardnadze | Ministro das Relações Exteriores da União Soviética (Georgiano) |
| Gennady Yanayev      | Vice-presidente da União Soviética                              |
| Veniamin Yarin       | Presidente da Frente Trabalhista Unida Russa                    |
| Dmitry Yazov         | Marechal e Ministro da Defesa da União Soviética                |